# Le Dîner (roman)
Pour les articles homonymes, voir Le Dîner.
Le Dîner est un roman néerlandais de Herman Koch, paru en 2009 par les éditions Anthos (Pays-Bas).
En France, il est publié par l'éditeur Belfond en 2011. Avec des éditions dans 37 pays et 33 langues, il s'agit d'un des romans néerlandais les plus traduits.

## Résumé
Le Dîner est l'histoire de quatre parents dont la loyauté envers leurs enfants est mise à l'épreuve quand il s'avère qu'ils ont un crime sur la conscience : peut-on continuer à protéger ses enfants dans de telles circonstances ? L'ouvrage est assez dérangeant et procède de la satire sociale.
Le livre comporte 46 petits chapitres, divisés en cinq sections narratives nommées d'après les plats d'un dîner, « Apéritif », « Entrée », « Plat », « Dessert » et « Digestif », suivies d'un épilogue intitulé « Pourboire ».

## Inspiration
Le roman s'inspire d'un fait divers réel, l'assassinat d'une femme sans-abri à Barcelone. María del Rosario Endrinal Petit a été agressée en décembre 2005 par trois garçons de milieux favorisés dans le porche d'une banque puis brûlée vive. Le crime a été enregistré par les caméras de surveillance de la banque et les images ont ensuite été montrées à la télévision espagnole, et circulent encore sur YouTube. Les deux garçons ont été arrêtés et condamnés à 17 ans de prison en 2008.

## Accueil
Le livre a généralement été très bien reçu. Herman Koch a emporté en 2009 le Prix du public du livre néerlandais (nl). En Europe, le livre se vend à plus d'un million d'exemplaires.
Janet Maslin écrit en février 2013 une critique très négative de The Dinner, traduction anglaise du livre, dans les colonnes du New York Times. Elle qualifie les personnages de « désagréables » et la morale « révoltante ». Elle cite notamment un passage où les parents disent que le clochard n'est pas forcément innocent et qu'ils ne doivent pas imposer un complexe de culpabilité à leurs enfants,. Quelques semaines après cette critique, le livre est en neuvième place de la liste de best-sellers du New York Times Book Review.

## Adaptations

### Théâtre
- 2012, Het Diner, pièce néerlandaise mise en scène par Kees Prins.

### Cinéma
- 2013, Le Dîner (en) (Het Diner), film néerlandais de Menno Meyjes, avec Thekla Reuten, Daan Schuurmans, Kim van Kooten et Jacob Derwig ;
- 2014 : Nos enfants (I nostri ragazzi), film italien d'Ivano De Matteo, avec Alessandro Gassman, Luigi Lo Cascio, Barbora Bobulova et Giovanna Mezzogiorno ;
- 2017 : The Dinner, film américain d'Oren Moverman, avec Richard Gere, Laura Linney, Steve Coogan et Chloë Sevigny) ;
- 2023 : A Normal Family (보통의 가족), film sud-coréen de Hur Jin-ho, avec Seol Kyeong-gu, Jang Dong-gun, Kim Hee-ae et Claudia Kim.